# Clemente Solaro della Margarita
El conde Clemente Solaro della Margarita (Mondovì, 21 de noviembre de 1792 - Turín, 12 de noviembre de 1869) fue un político y diplomático italiano.

## Biografía
De 1803 a 1806 estudió en Siena en el colegio De Tolomei. Allí conoció a los que se convertirán en los máximos exponentes de la corriente católico-conservadora y que le serán útiles en los años de madurez. Continuó sus estudios en Turín bajo la dirección del abad Ricordi y en el otoño de 1809 pudo ingresar en la universidad, graduándose en 1812. A la edad de 24 años, en 1816, ingresó en la diplomacia como secretario de la legación del Reino de Cerdeña en Nápoles.
En 1825 fue nombrado encargado de negocios en la corte de Madrid donde se distinguió por su intransigencia en hacer valer los derechos de sucesión de la Casa de Saboya al trono español. Esta actitud le llevó a participar en los «Sucesos de La Granja» y en los acontecimientos de la Primera Guerra Carlista, por lo que convenció al rey Carlos Alberto de ponerse del lado del reaccionario don Carlos contra la legítima soberana Isabel II, todavía una niña por lo que la Regencia la ostentaba su madre la reina María Cristina. Por tanto, su puesto se hizo insostenible en Madrid, por lo que tuvo que pedir ser sustituido por el encargado de negocios Valentino di San Martino.
A principios de 1835, en reconocimiento a su lealtad a los principios autoritarios y antiliberales del rey, fue nombrado ministro plenipotenciario de la corte de Viena, la más importante de Europa, y el mismo año, el 21 de marzo, fue nombrado ministro de Relaciones Exteriores del Reino de Cerdeña. Ferviente católico, devoto del Papa y de los jesuitas, amigo de Austria y firmemente apegado a los principios del absolutismo, se opuso a cualquier intento de innovación política y, en consecuencia, fue impugnado por los liberales. Cuando estalló la primera agitación popular a favor de la reforma constitucional en 1847, el rey se vio obligado a renunciar a sus servicios.
En 1853 fue elegido diputado por San Quirico, pero siguió viendo su mandato como si derivara de la autoridad del rey y no de la voluntad del pueblo. Como líder de la derecha católica del parlamento de Turín, se opuso radicalmente a la política de Cavour, que finalmente conduciría a la unificación de Italia. En el momento de la proclamación del Reino de Italia se retiró de la vida pública, pero no renunció a expresar su pensamiento. El día antes de morir, escuchó un disparo de cañón desde lejos y preguntó qué era: le dijeron que había nacido el heredero de la familia Saboya, el futuro Vittorio Emanuele III. «¡Alabado sea Dios que nace un Príncipe!», según relatan las biografías escritas sobre él, fueron sus últimas palabras. Murió el 12 de noviembre de 1869.